# Clelia Merloni

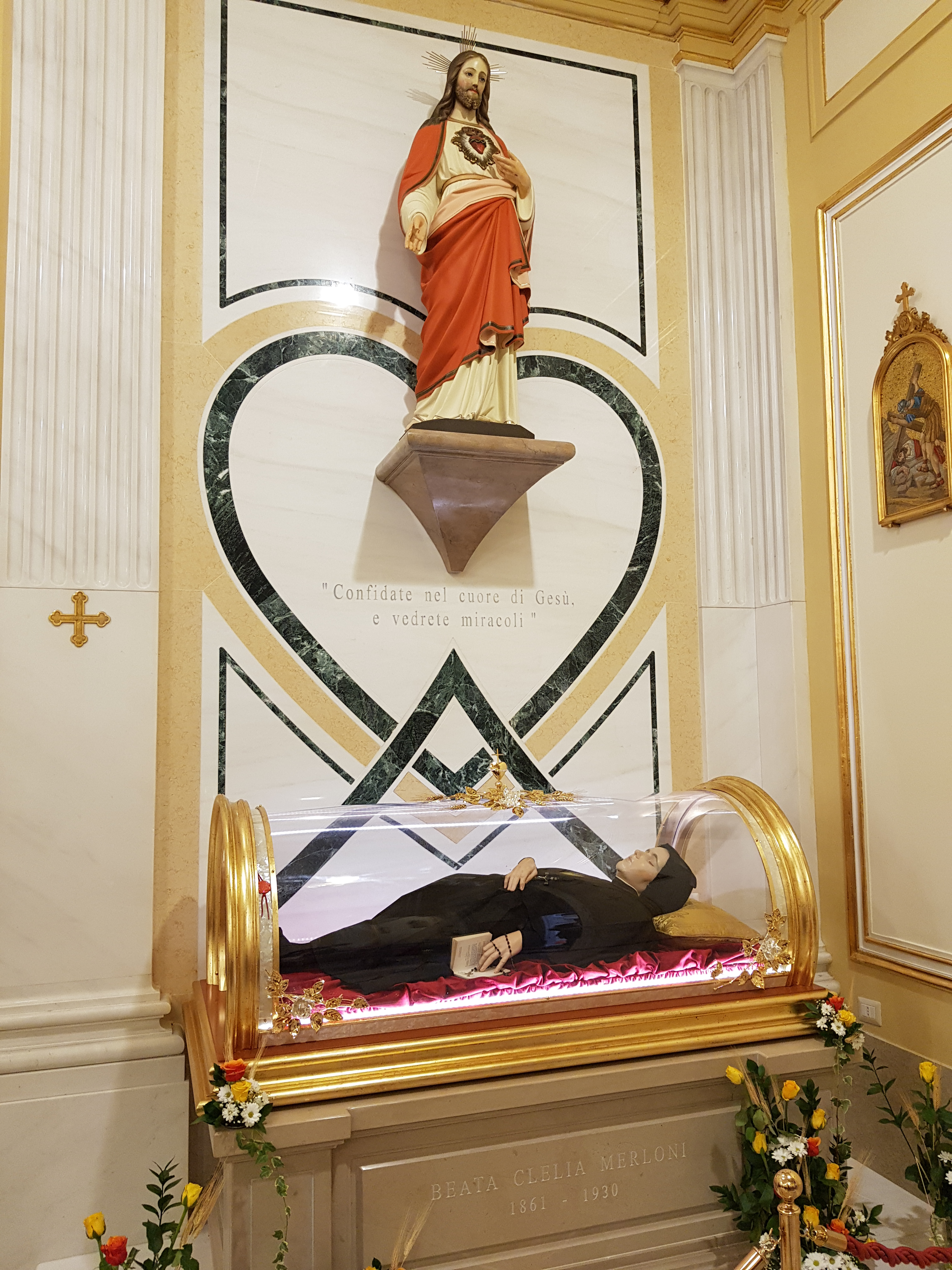
Grab der Seligen in der Hauskapelle

Clelia Merloni (* 10. März 1861 in Forlì, Italien; † 21. November 1930 in Rom, Italien) war eine italienische Ordensschwester und Gründerin der Apostole del Sacro Cuore di Gesù (Apostelinnen des Heiligsten Herzens Jesu). Sie wird von der katholischen Kirche als Selige verehrt. Ihr liturgischer Gedenktag ist der 21. November.

## Leben
Clelia Merloni wurde am 10. März 1861 in Forlì geboren und wenige Stunden später in der Kathedrale von Forlì durch Bischof Pietro Paolo Trucchi getauft. Ihre Eltern waren Gioacchino Merloni und Teresa Brandinelli. Als Clelia drei Jahre alt war, starb ihre Mutter. Ihr Vater, ein wohlhabender Geschäftsmann, heiratete im Jahr 1866 Maria Giovanna Boeri, die sich zusammen mit der Großmutter mütterlicherseits um Clelias christliche Erziehung kümmerte.
Ihr Vater, der sich sehr um sein Geschäft und um seinen sozialen Status bemühte, entfernte sich immer mehr von seinem christlichen Glauben und wandte sich der Freimaurerei zu, worunter Clelia sehr litt. Clelia betete viele für die Bekehrung ihres Vaters.
Ihr Vater wollte ihr die bestmögliche Erziehung und Bildung zukommen lassen, damit sie später sein Geschäft übernehmen könnte. So lernte Clelia an einer Privatschule Lesen, Rechnen und Sprachen, aber auch Sticken und Piano spielen.
Clelias Vater plante für seine Tochter eine gute Hochzeit und ein luxuriöses Leben. Aber sie fühlte sich zu einem Gott geweihten Leben in einem Orden berufen. So trat sie 1892 in die von Luigi Guanella gegründete Kongregation der „Töchter Mariens von der Vorsehung“ in Como ein.
Dort erkrankte sie an einem schweren und ernsten Lungenleiden. Die Ärzte waren schon hoffnungslos, aber nach einer Gebetsnovene zu den heiligen Herzen Jesu und Mariens erholte sich Clelia auf wundersame Weise wieder. Darin erkannte sie den Auftrag Gottes, eine dem heiligen Herzen Jesu geweihte Schwesterngemeinschaft zu gründen, die sich der Sorge um die Armen, Weisen und Verlassenen annahm. Am 30. Mai 1894 gründete sie zusammen mit zwei Gefährtinnen in Viareggio die „Apostelinnen vom heiligsten Herzen Jesu“.
Die Gemeinschaft wuchs schnell und Clelia eröffnete Schulen, Waisenhäuser und Häuser für alte Menschen, finanziell unterstützt von ihrem Vater. Als ihr Vater am 27. Juni 1895 in San Remo starb, erbte Clelia sein ganzes Vermögen. Zu ihrer großen Freude hatte er sich noch auf dem Sterbebett zum Glauben bekehrt.
Finanzielle Probleme, verursacht durch einen betrügerischen Vermögensverwalter, zwangen die noch junge Gemeinschaft dazu, Viareggio zu verlassen. Das Ansehen und das Vertrauen in die Schwestern und besonders in die Gründerin Clelia Merloni war dahin. Nachdem die Schwestern sich in Broni niedergelassen hatten, lernte Clelia später Giovanni Battista Scalabrini, Bischof von Piacenza, kennen, der ihr bei der Lösung der Probleme half und sie mit ihren Schwestern in seine Diözese einlud. Er gewährte der Kongregation und ihrer Lebensregel die bischöfliche Anerkennung. Am 10. Juni 1900 legte Clelia zusammen mit zehn anderen Schwestern die Gelübde in ihrer Kongregation ab. Clelia und ihre Mitschwestern engagierten sich in der Auslandsmission und gründeten neue Konvente zunächst in Brasilien und dann auch in den USA. Im Jahr 1903 gab es bereits 30 Niederlassungen in Italien sowie Nord- und Südamerika und knapp 200 Schwestern gehörten der Kongregation an.
Mit dem Wachsen der Kongregation traten erneut Schwierigkeiten sowohl außerhalb als auch innerhalb der Gemeinschaft auf. Es kam wieder zu finanziellen und rechtlichen Problemen, verursacht durch Veruntreuungen der Berater von Mutter Clelia.
Innerhalb der Kongregation bildeten sich zwei verschiedene Lager, die über die missionarische Ausrichtung und Spiritualität der Gemeinschaft uneins waren.
Mutter Clelia übernahm die volle Verantwortung für die Probleme der Kongregation. Nach dem Tod von Bischof Scalabrini im Jahr 1905 wurde das Mutterhaus nach Alessandria verlegt.
Mutter Clelias Ansehen inner- und außerhalb der Kongregation nahm durch die vielen Probleme, Gerüchte und Verleumdungen immer mehr ab. Zeitweilig musste sie ihr Amt als Generaloberin abgeben und die Kongregation wurde mehrfach vom Vatikan visitiert. Im Jahr 1911 wurde sie endgültig per Dekret des Vatikans als Generaloberin abgesetzt. Als Nachfolgerin wurde Marcelline Vigano zur Generaloberin gewählt. Clelia wurde in Entscheidungen, die die von ihr gegründete Kongregation betrafen, nicht mehr einbezogen. Auf Anordnung der vatikanischen Kongregation für die Ordensleute gab sich die Kongregation neue Konstitutionen.
Erfolglos bat Clelia darum, dass die Situation vom Vatikan erneut untersucht und zu ihren Gunsten entschieden werde. Aber sie erhielt keine Antwort auf ihre Bitten.
Innerhalb der Kongregation kam es zu Zerwürfnissen unter den Schwestern, da einige von ihnen weiter an Clelia als Oberin festhielten.
Im Jahr 1916 beschloss Clelia schweren Herzens, um die Entpflichtung von ihren Gelübden zu bitten und die Gemeinschaft zu verlassen, um den inneren Frieden der Kongregation wiederherzustellen.
Sie verbrachte ihr Exil in Turin, Roccagiovine und Marcellina. Die Jahre des Exils waren für Clelia eine Zeit gesundheitlicher und auch innerlicher Prüfungen auf der Suche nach Gottes Willen für ihr Leben.
Den Schwestern ihrer Kongregation wurde jeder Kontakt zu ihr und jede Unterstützung für sie verboten. Jede Erinnerung an sie wurde in der Kongregation unterbunden, so dass neue Mitschwestern gar nichts mehr von der eigentlichen Gründerin wussten.
Während des Exils der Gründerin erhielt die Kongregation am 17. Juli 1921 die päpstliche Anerkennung.
Am 28. Februar 1928 bat Clelia um die Erlaubnis, in die Gemeinschaft ihrer Schwestern zurückkehren zu dürfen. Diese Erlaubnis wurde ihr am 7. März 1928 erteilt und sie durfte in das Generalat in Rom ziehen. Dort bewohnte sie, durch Krankheit und Alter geschwächt, einen Raum fernab von den Schwestern, aber mit Zugang zu einer kleinen Empore oberhalb des Altars der Hauskapelle. So verbrachte sie die letzten zwei Jahre ihres Lebens in Meditation, Anbetung der Eucharistie und Gebet für ihre Mitschwestern.
Am 21. November 1930 starb Clelia im Alter von 69 Jahren im römischen Generalat der von ihr gegründeten Kongregation. Sie wurde auf dem Campo Verano beigesetzt. Im Jahr 1945 wurde ihr Leichnam unverwest auf dem durch Bomben teilweise zerstörten Friedhof aufgefunden und in die Kapelle des Generalats übertragen.

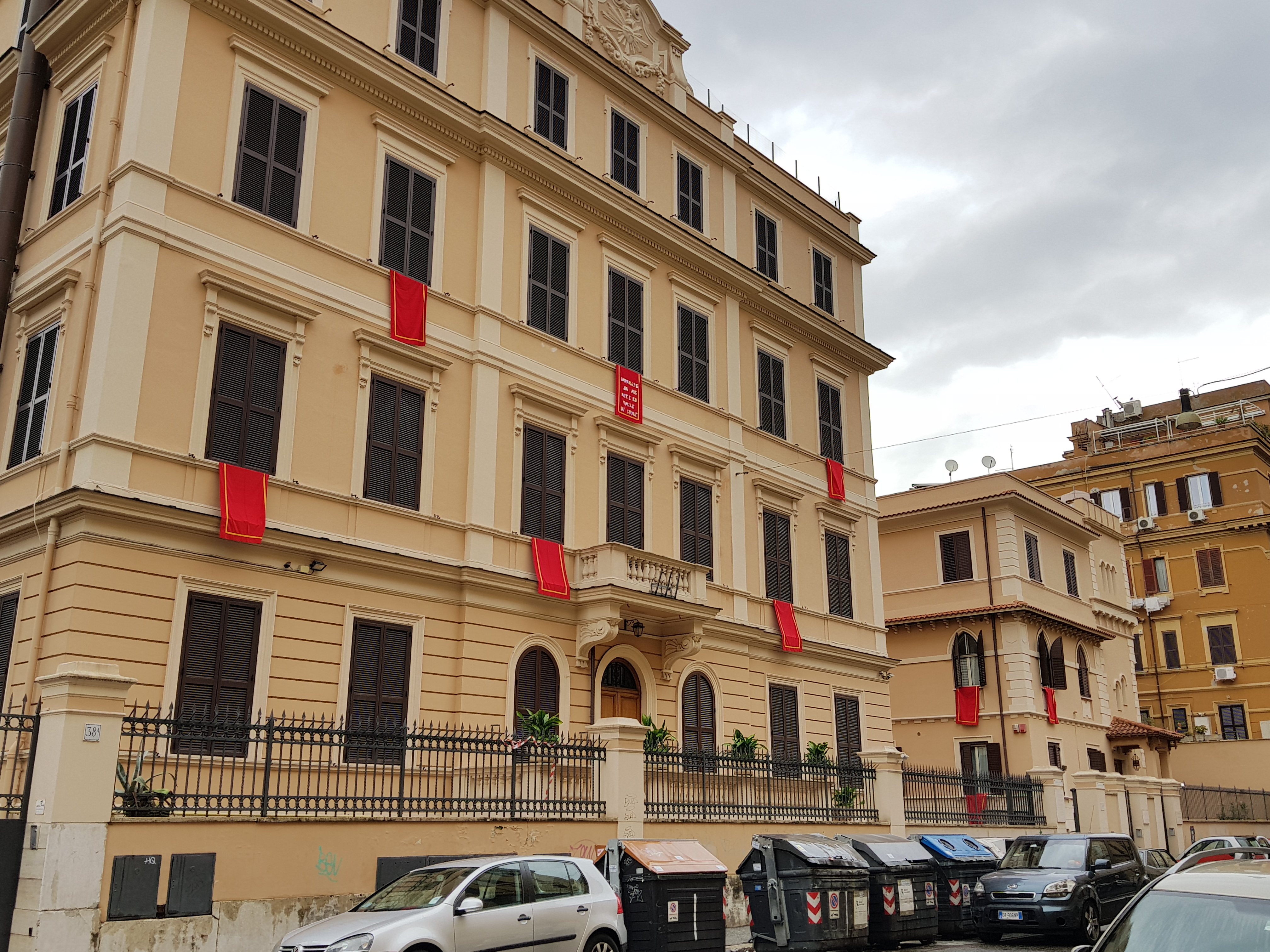
Generalat in Rom
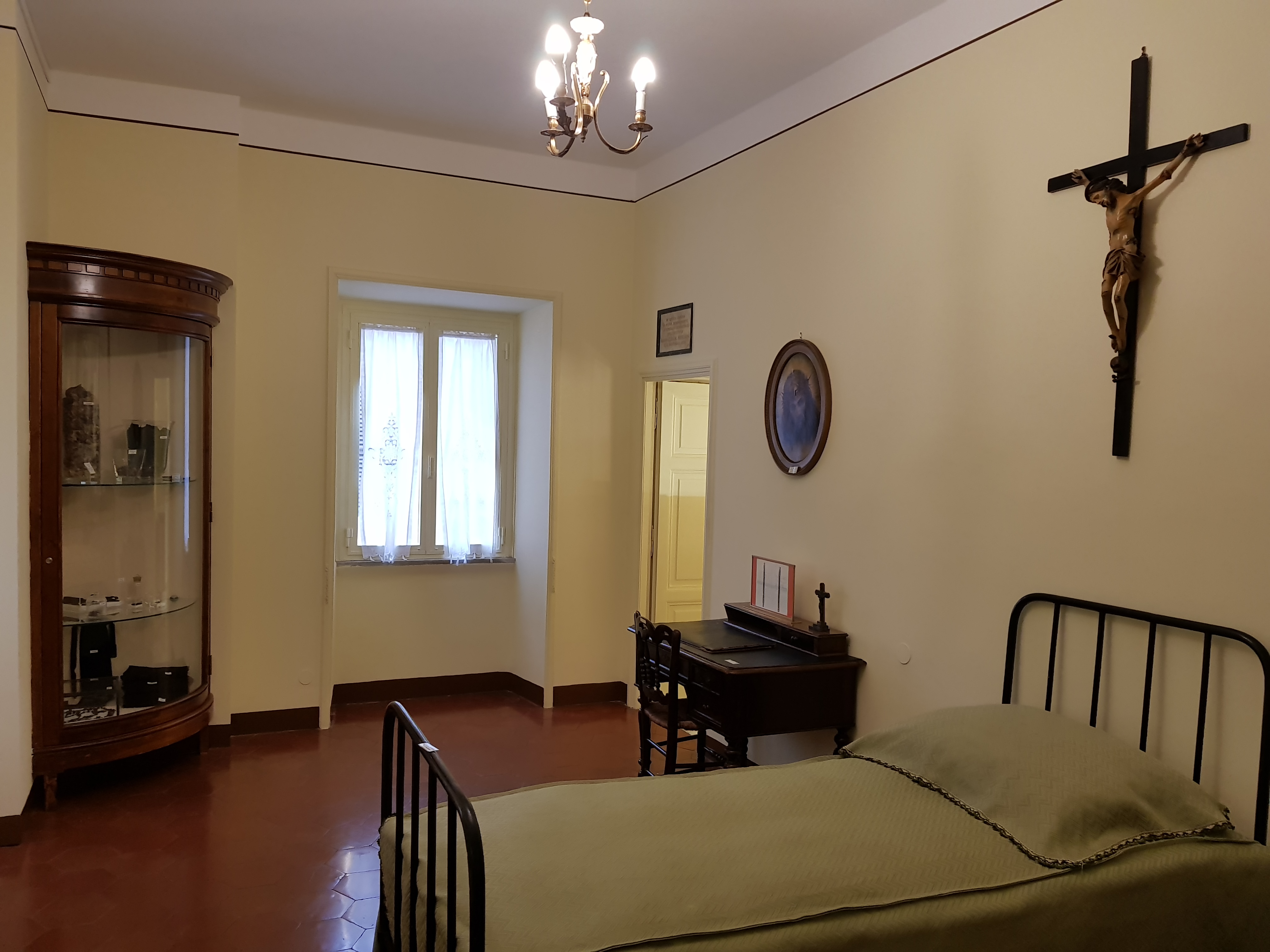
Zimmer der seligen Clelia Merloni
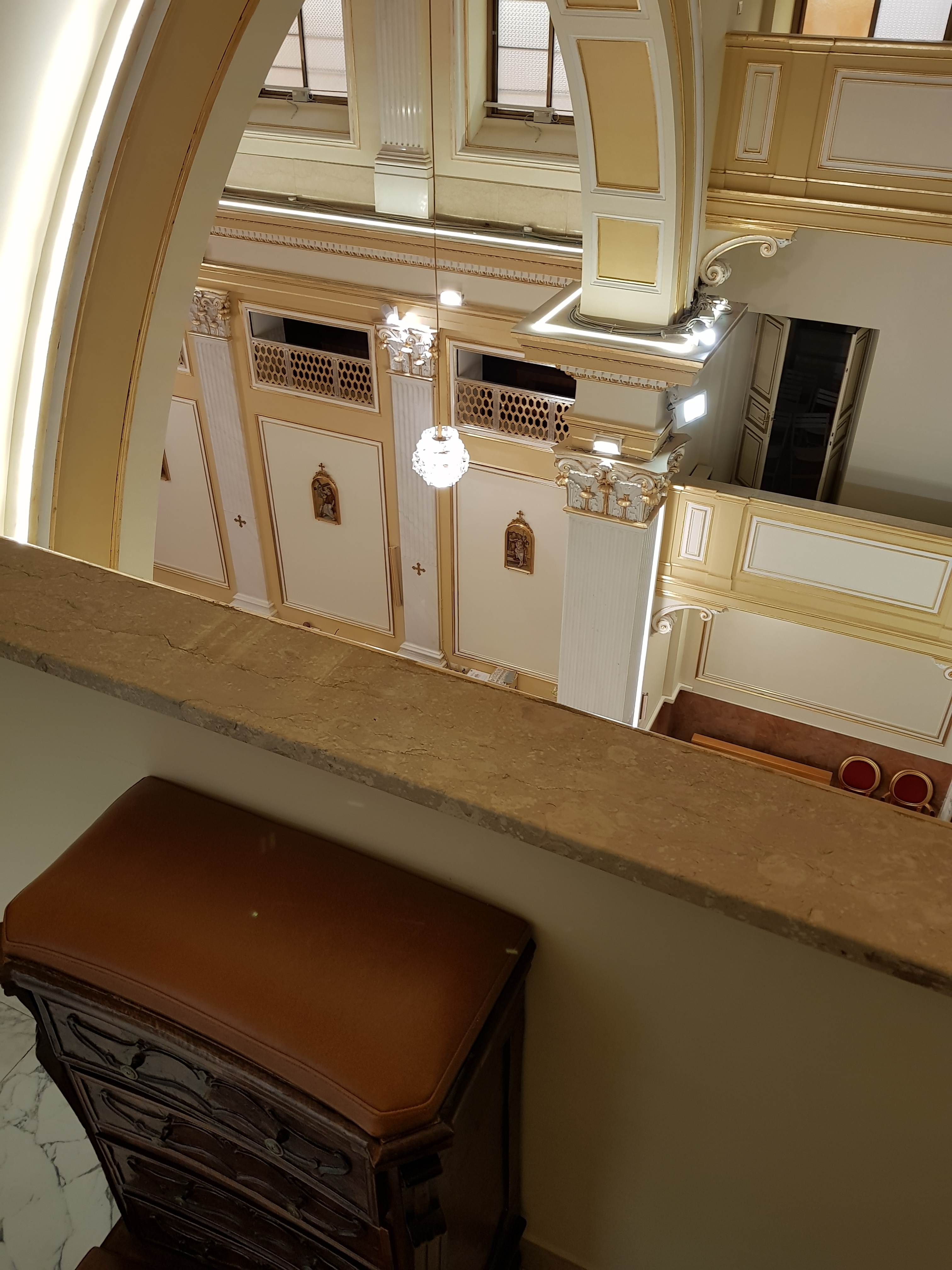
Blick von der Empore in die Kapelle
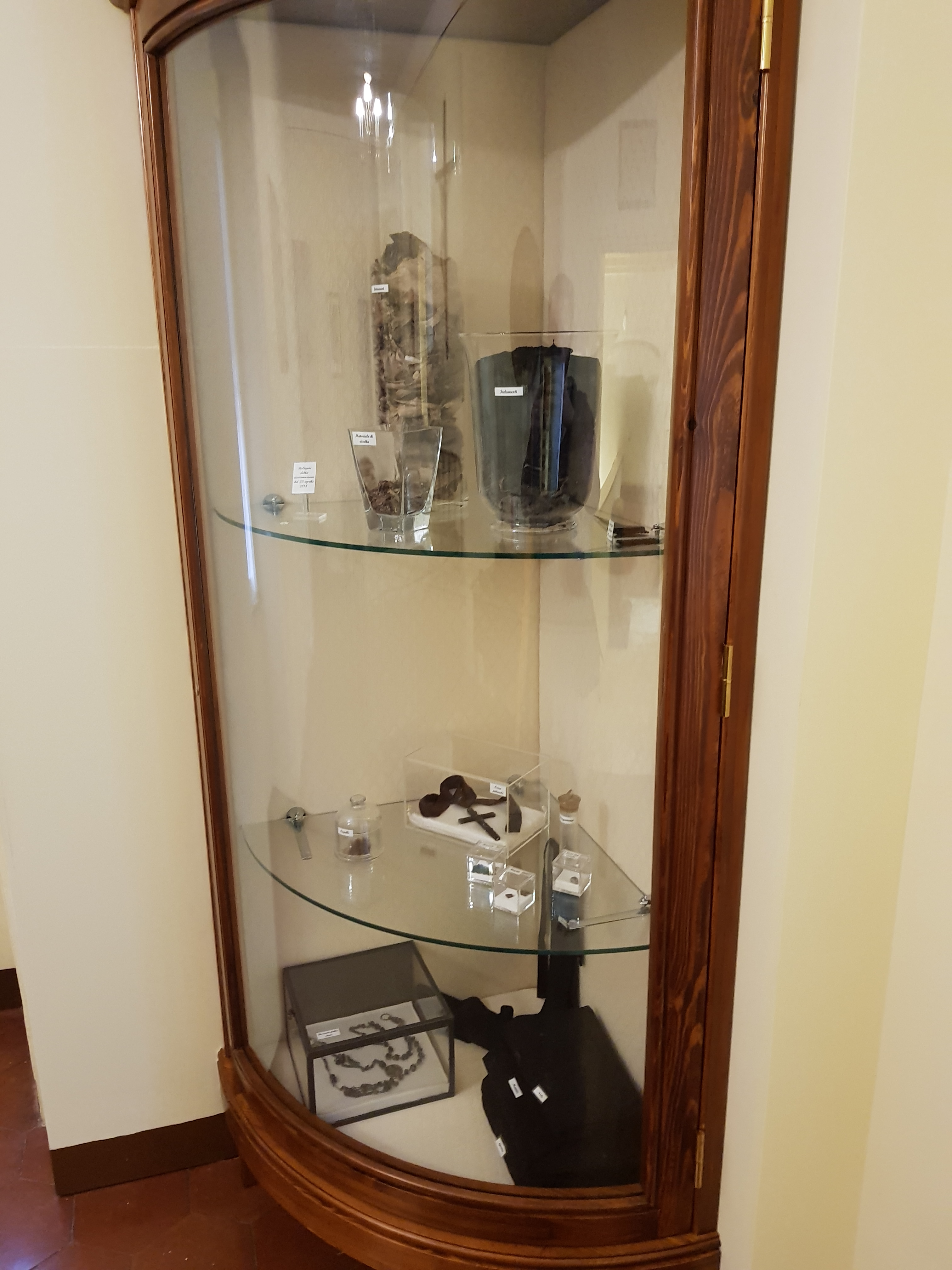
Erinnerungsstücke
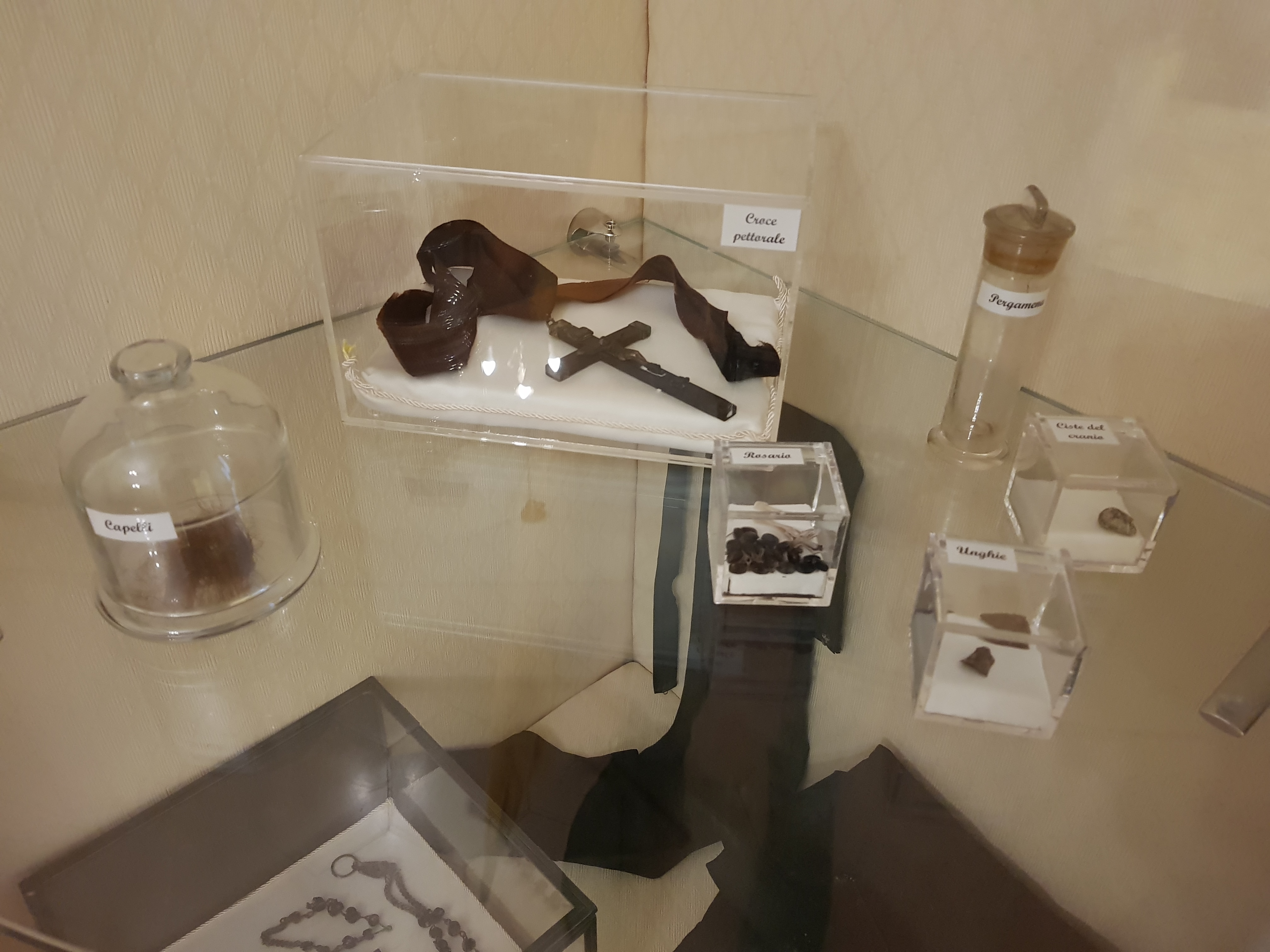
Erinnerungsstücke
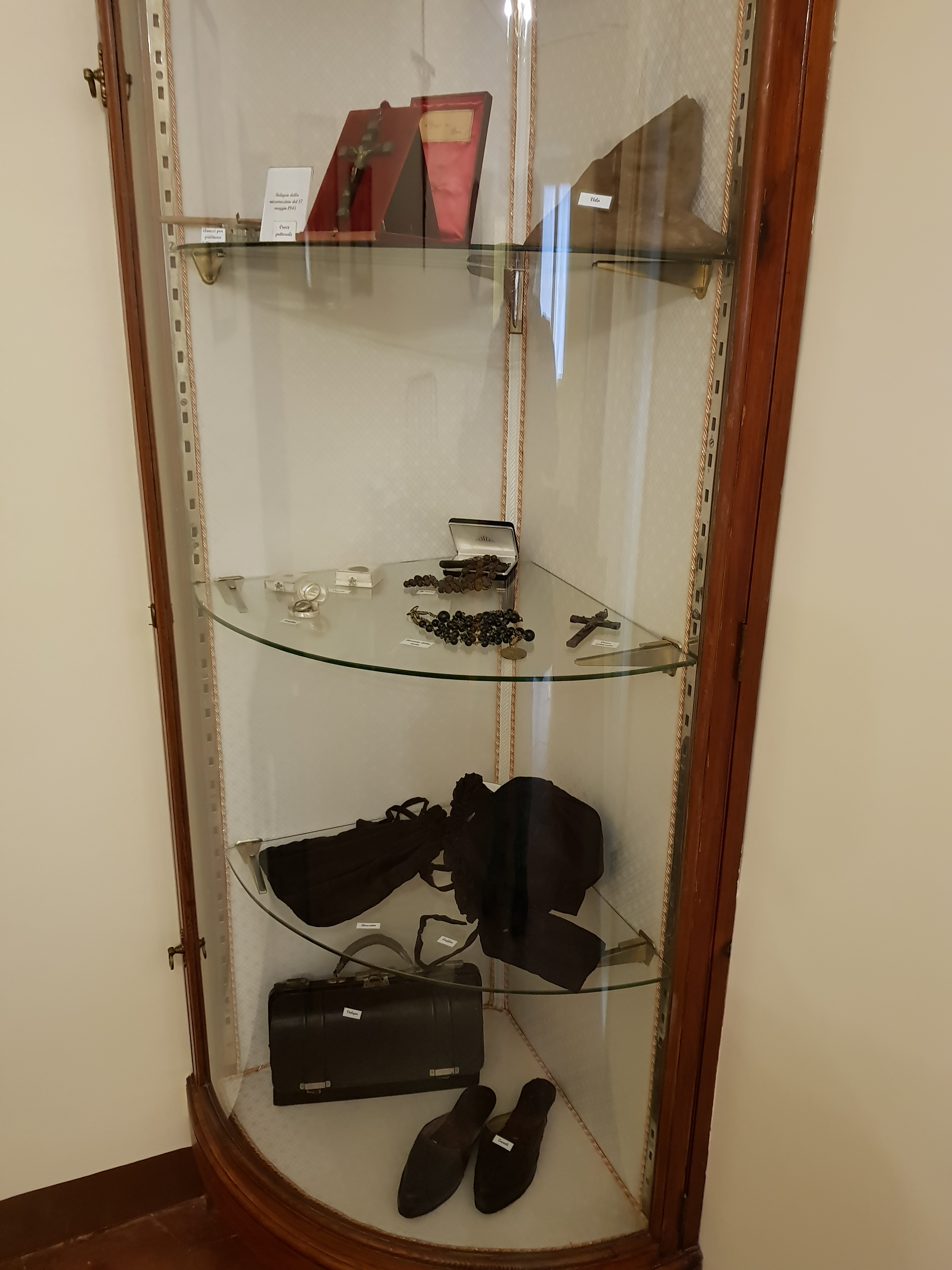
Erinnerungsstücke
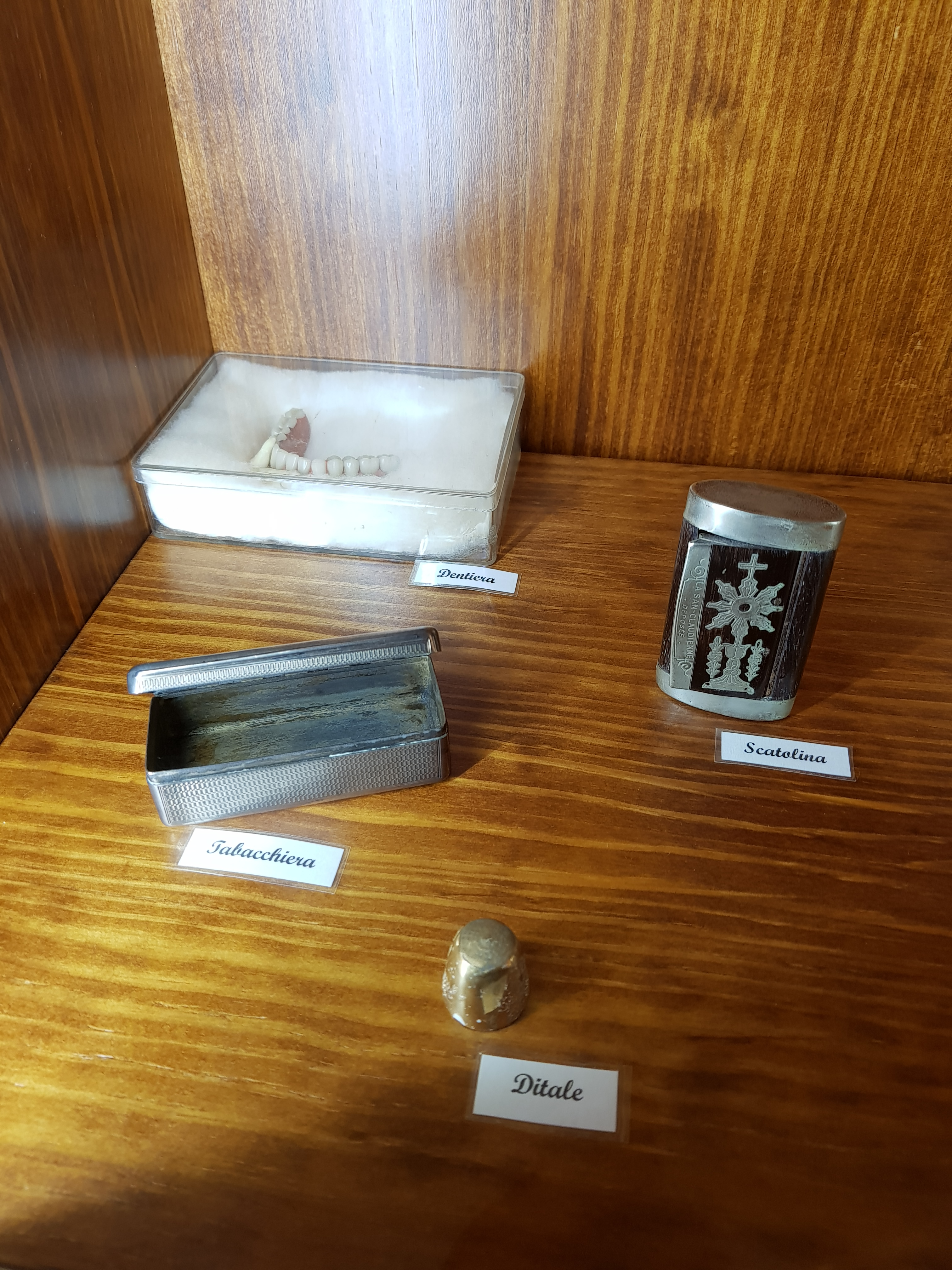
Erinnerungsstücke

## Seligsprechung
Die von Clelia Merloni gegründete Kongregation bat im Jahr 1988 um die Eröffnung des Seligsprechungsprozesses für ihre Gründerin. Nachdem die Kongregation für die Selig- und Heiligsprechungsprozesse am 18. Mai 1990 ihr „nihil obstat“ gegeben und ihr den Titel „Dienerin Gottes“ verliehen hatte, begann der Prozess auf Diözesanebene in Rom am 18. Juni 1998.
Am 1. April wurde der Diözesanprozess abgeschlossen.
Im Jahr 2014 wurde die Positio an die Kongregation übermittelt. Nachdem die Theologen und Historiker die Positio positiv bewertet haben, unterzeichnete Papst Franziskus am 1. Dezember 2016 das Dekret über den heroischen Tugendgrad und verlieh Clelia Merloni den Titel „Ehrwürdige Dienerin Gottes“.
Das für die Seligsprechung benötigte Wunder wurde vom 24. Januar 2005 bis zum 11. April 2011 untersucht: der brasilianische Arzt Pedro Ângelo de Oliveira Filho erkrankte im Jahr 1951 am Guillain-Barré-Syndrom. Nach einer Gebetsnovene zu Mutter Clelia und der Verabreichung von Trinkwasser, in dem sich eine Stoffreliquie von ihr befand, wurde der bereits gelähmte und von den Ärzten aufgegebene Patient von seiner Krankheit auf unerklärliche Weise geheilt.
Nachdem Theologen und Mediziner im Jahr 2017 zu einer positiven Bewertung der Übernatürlichkeit gekommen sind, unterschrieb Papst Franziskus am 27. Januar 2018 das Dekret für die Anerkennung des Wunders auf Fürsprache von Clelia Merloni.
Am 3. November 2018 wurde Clelia Merloni von Giovanni Angelo Kardinal Becciu im Auftrag von Papst Franziskus in der Lateranbasilika seliggesprochen.
Ihr Grab befindet sich im Generalat der Kongregation in Rom (Via Germano Sommeiller 38).

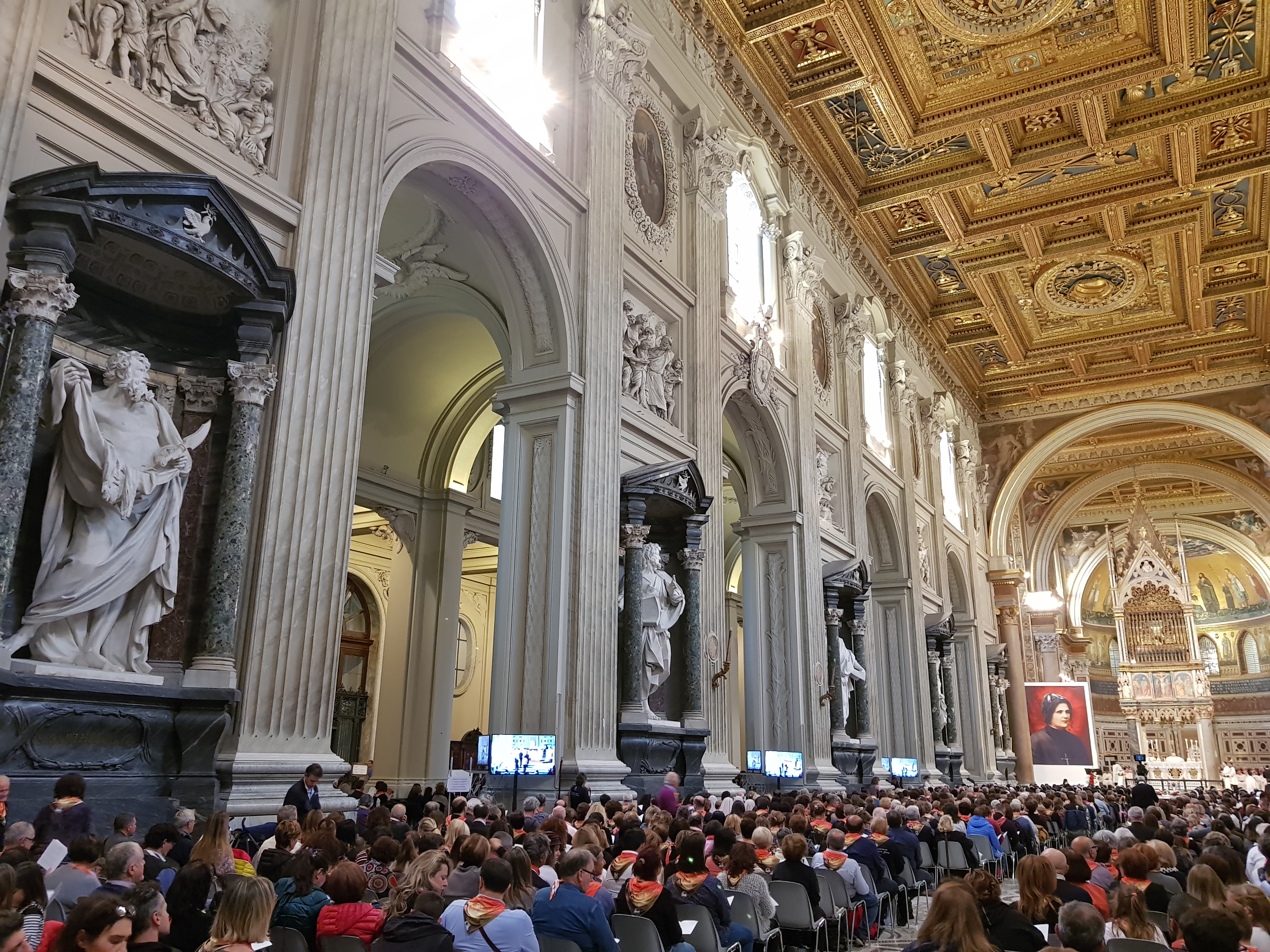
Feier der Seligsprechung am 4. November 2018 in San Giovanni in Laterano
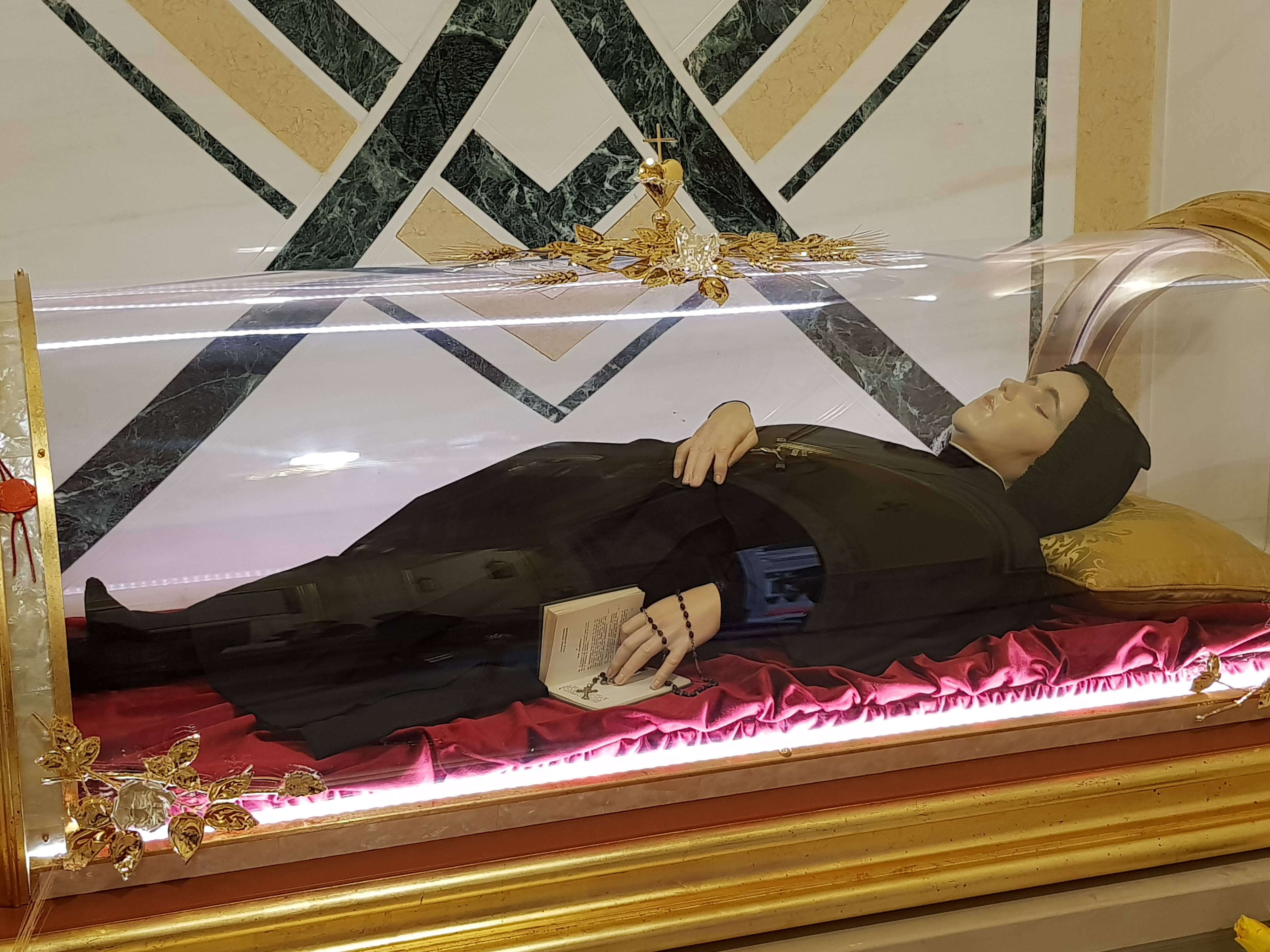
Grab der Seligen in der Hauskapelle

## Gedenktag
Ihr Gedenktag in der Liturgie der katholischen Kirche ist der 20. November.